# Операция «Мученик Сулеймани»
Операция «Мученик Сулеймани» (перс. عملیات شهید سلیمانی) — военная операция, предпринятая КСИР Ирана против находящихся на территории Ирака американских военных в ответ на гибель в Багдаде командующего спецподразделением «Силы „Кудс“» генерала Касема Сулеймани. О начале операции было объявлено иранским агентством Tasnim 8 января 2020 года.
Удары были нанесены по двум объектам США в Ираке: авиабазе Айн-аль-Асад на западе страны и аэродрому в северной провинции Эрбиль. Кроме того, было объявлено о намерениях атаковать Дубай и Хайфу.

## Ход операции

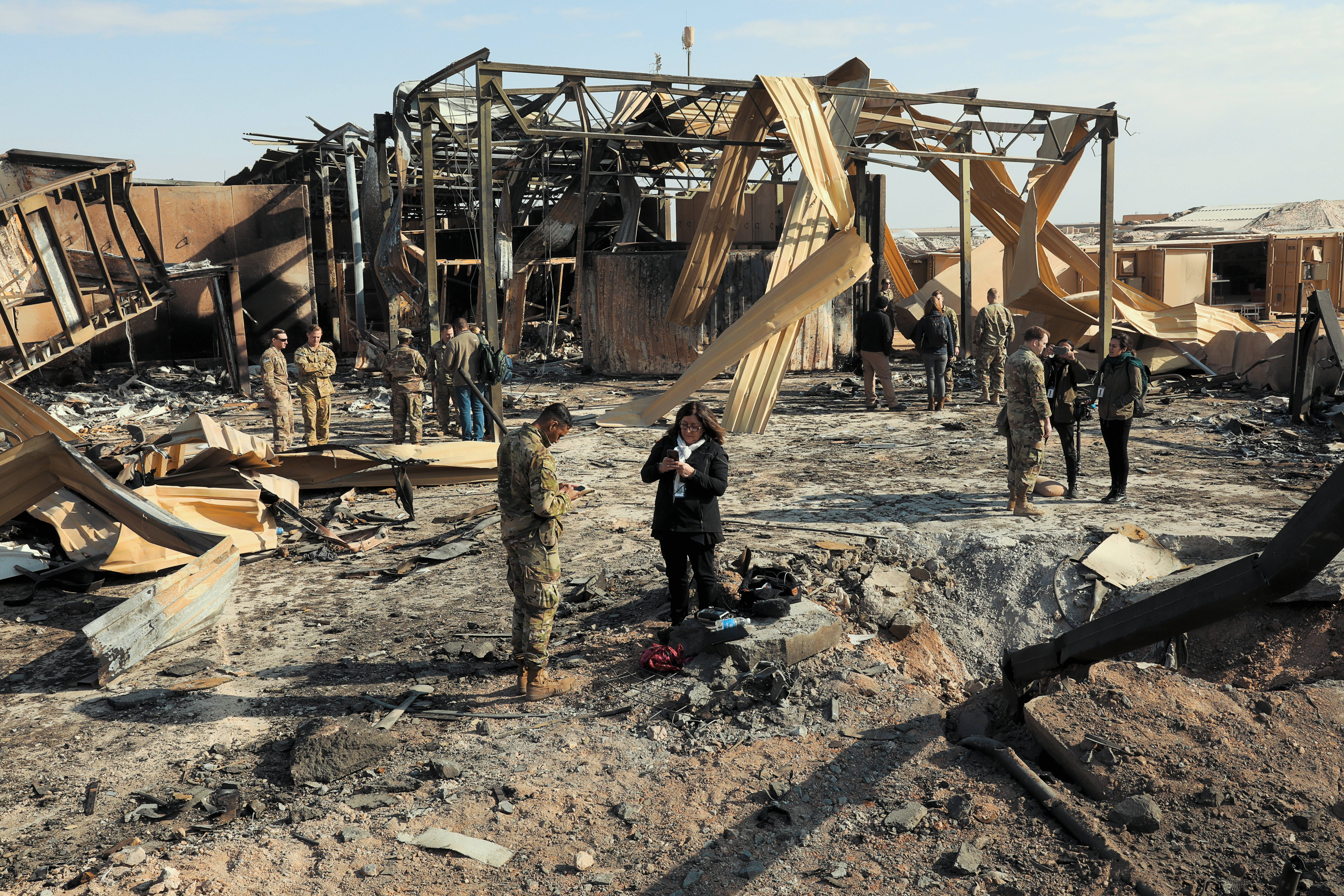
Руины ангаров после попадания баллистической ракеты

Агентство Bloomberg со ссылкой на американских официальных лиц сообщало о 15 выпущенных ракетах (из них только 11 достигли цели). Агентство Reuters, ссылаясь на Минобороны Ирака, сообщило, что Иран запустил 22 ракеты. Были использованы баллистические ракеты Fateh-110, а также ракеты Qiam 1, оснащённые разделяющимися боеголовками и системой подавления активных помех для радаров. По данным агентства, в 2017 году ракеты Qiam применялись для нанесения ударов по объектам «Исламского государства» в Сирии, однако тогда использовались обычные боеголовки, предназначенные для поражения компактных целей.
Судя по опубликованным спутниковым фотографиям последствий удара по базе Айн аль-Асад, как минимум пять ангаров и зданий получили значительные повреждения.
Незадолго до нападения американские войска на Ближнем Востоке были приведены в состояние повышенной боеготовности. Комплексам ПВО США, защищающим военные базы в Ираке, однако, не удалось перехватить иранские ракеты. 30 января министерство обороны США заявило, что ракетную атаку не удалось отразить, поскольку дислоцированные в Ираке американские силы не располагают комплексами ПВО Пэтриот. США запросили у властей Ирака разрешение на доставку в страну этих комплексов, необходимых для прикрытия американских баз.

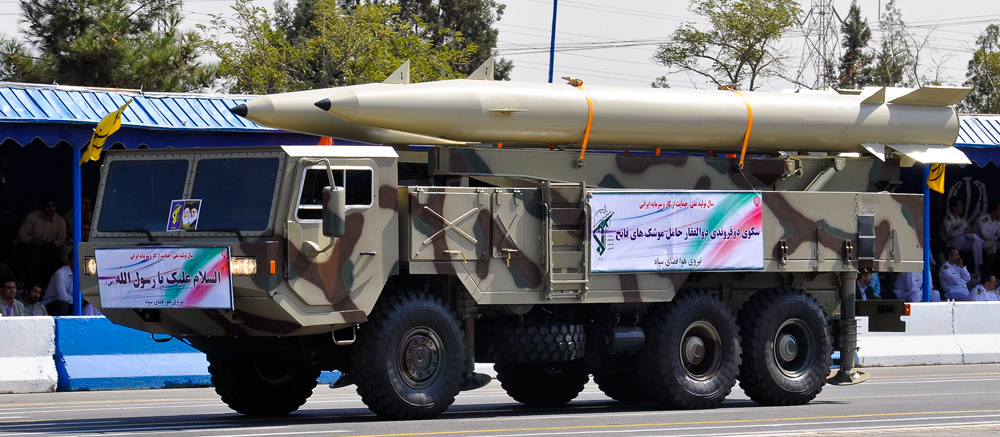
Ракетная установка Fateh-110

Премьер-министр Ирака Адиль Абдул-Махди заявил, что власти Ирана известили его об ударе по военным объектам США в Ираке лишь после полуночи 8 января. По данным CNN, удары были нанесены около 02:00 по местному времени. Премьер-министру сообщили, что удары будут вот-вот нанесены или уже наносятся, однако конкретные цели Тегеран не раскрыл. Телеканал Fox News со ссылкой на военные источники сообщил, что американские военные узнали о готовящейся атаке незадолго до её начала от иракских коллег.
Иран заявил о 80 погибших военных. США утверждали, что потерь среди их войск нет, однако подтвердили, что один из самолётов и один вертолёт «Чёрный Ястреб» были уничтожены. Позднее, 28 января, американское командование заявило, что 50 военнослужащих получили черепно-мозговые травмы. 31 января число потерпевших выросло до 64. 10 февраля черепно-мозговые травмы диагностировали уже у 109 военнослужащих.

## Комментарии иранского руководства
Верховный лидер Ирана аятолла Али Хаменеи заявил, что атака на американские военные базы в Ираке — это «пощёчина» США, и добавил, что она не является равнозначным ответом на гибель генерала Касема Сулеймани. «Нашим итоговым ответом на его убийство будет то, что мы выгоним все силы США из региона», — написал в Twitter после атаки президент Ирана Хасан Рухани. Глава МИД Ирана Джавад Зариф назвал удары по американским объектам «пропорциональным» ответом на «трусливые атаки против наших граждан и высокопоставленных политических деятелей». Зариф также добавил, что Иран завершил свою «законную» месть за убийство генерала Сулеймани и не желает эскалации конфликта. Командующий военно-космическими силами Корпуса стражей Исламской революции (КСИР) Амир Али Хаджизаде заявил, что удар по американским базам в Ираке был только началом масштабной операции под названием «Мученик Сулеймани», и её продолжением станут действия против американцев во всём регионе.

## Реакция США
На следующее после ракетного удара утро (по вашингтонскому времени) президент США Дональд Трамп выступил с обращением к нации, начав его словами: «Пока я президент США, Ирану никогда не будет позволено иметь ядерное оружие». Трамп заявил, что в результате удара никто не пострадал: «Все наши солдаты в безопасности, и только минимальный урон был нанесён нашим военным базам».
Наши войска, продолжил Трамп, «готовы ко всему», но «Иран, по всей видимости, отступит, что хорошо для всех заинтересованных сторон и очень хорошо для всего мира». Трамп не стал угрожать Ирану военным ответом, но заявил о намерении ввести «дополнительные жёсткие экономические санкции против иранского режима», которые «будут действовать, пока Иран не изменит свое поведение». Новые санкции США в отношении Ирана затронут строительство, производство, текстильную и горнодобывающую промышленность. Также будут введены персональные ограничения против 8 представителей руководства Ирана.